# Мерана
Мерана (итал. Merana) — коммуна в Италии, располагается в регионе Пьемонт, в провинции Алессандрия.
Население составляет 182 человека (2008 г.), плотность населения составляет 19 чел./км². Занимает площадь 9 км². Почтовый индекс — 15010. Телефонный код — 0144.
Покровителем коммуны почитается святой Фирм, празднование 8 августа. 

## Демография
Динамика населения:

## Администрация коммуны
- Официальный сайт: